# 1448
Пізнє Середньовіччя •  Відродження •  Реконкіста •  Ганза •  Столітня війна •  Ацтецький потрійний союз •  Імперія інків

## Геополітична ситуація
Османську державу очолює Мурад II (до 1451). Імператором Візантії є Костянтин XI Драгаш (до 1453), королем Німеччини — Фрідріх III. У Франції королює Карл VII Звитяжний (до 1461).
Апеннінський півострів розділений: північ належить Священній Римській імперії, середню частину займає Папська область, південь належить Неаполітанському королівству. Деякі міста півночі: Венеція, Флоренція, Генуя тощо, мають статус міст-республік.
Майже весь Піренейський півострів займають християнські Кастилія і Леон, де править Хуан II (до 1454), Арагонське королівство на чолі з Альфонсо V Великодушним (до 1458) та Португалія, де королює Афонсо V (до 1481). Під владою маврів залишилися тільки землі на самому півдні.
Генріх VI є королем Англії (до 1461), Данії — Кристіан I (до 1481), Швеції — Карл VIII Кнутсон (до 1457). Королем Угорщини та Богемії є Ладіслав Постум. У Польщі королює, а у Великому князівстві Литовському княжить Казимир IV Ягеллончик (до 1492).
Частина руських земель перебуває під владою Золотої Орди. Галичина входить до складу Польщі. Волинь належить Великому князівству Литовському. Московське князівство очолює Василь II Темний.
На заході євразійських степів від Золотої Орди відокремилися Казанське ханство, Кримське ханство, Ногайська орда. У Єгипті панують мамлюки, а Мариніди — у Магрибі. У Китаї править династія Мін. Значними державами Індостану є Делійський султанат, Бахмані, Віджаянагара. В Японії триває період Муромачі.
У Долині Мехіко править Ацтецький потрійний союз на чолі з Монтесумою I (до 1469). Цивілізація мая переживає посткласичний період. В Імперії інків править Панчакутек Юпанкі.

## Події
- Засновано село, Вербів (Тернопільський район, Тернопільська область).
- Магдебурзьке право отримали Червоногород, Бакота, Кам'янка-Струмилова, Летичів, Меджибіж, Смотрич, Снятин, Тисмениця, Хмільник, Тлумач, Червоногород (до нашого часу не збереглося, розташовувалося на околицях сучасного села Нирків Заліщицького району Тернопільської області), Язловець.
- Російська Православна Церква де-факто відокремилася від Київської Митрополії Константинопольського Патріархату, проголосивши митрополитом Іону Одноушева без призначення з Царгорода. Константинопольський патріархат не визнавав цього відокремлення до 1589 року.
- Імператором Візантії став Костянтин XI Драгаш.
- Підписано Віденський конкордат — угоду між Священною Римською імперією та Святим престолом.
- Їржі з Подєбрад захопив Прагу.
- Війна між Албанією та Венецією завершилася підписанням миру.
- Турецькі війська завдали поразки силам християн з Яношем Гуняді на чолі в битві на Косовому полі.
- Французькі війська взяли Ле-Ман і розпочали в Нормандії заключну кампанію Столітньої війни.
- Королем Швеції став Карл VIII Кнутсон.
- Королем Данії обрано Кристіана I з династії Ольденбургів.
- Господарем Волощини впродовж 2 місяців був Влад III Дракула, але Владислав II змістив його.
- Молдавським господарем став Петру II, змістивши Романа II.
- У Китаї спалахнуло повстання під проводом Ден Маоці.

## Народились
- Преподобний Олександр Свірський — православний святий.